# مبارز (فیلم ۲۰۱۱)
مبارز یا جنگجو (انگلیسی: Warrior) یک فیلم ورزشی و درام آمریکایی محصول سال ۲۰۱۱ به کارگردانی گاوین اوکانر با بازی تام هاردی و جوئل اجرتون در نقش دو برادر از هم جدا شده‌اند که ورودشان به مسابقات هنرهای رزمی مختلط باعث می‌شود با زندگی خود و یکدیگر کنار بیایند. نیک نولتی، جنیفر موریسون، فرانک گریلو و برایان کالن در نقش‌های مکمل ظاهر می‌شوند. همچنین چهره‌های واقعی هنرهای رزمی ترکیبی مانند کرت انگل، نیت مارکوارت، آنتونی جانسون، روآن کارنیرو، ایو ادواردز، امیر پرتس، و دان کالدول در این فیلم ظاهر می‌شوند.
این فیلم در ۹ سپتامبر ۲۰۱۱ توسط لاینزگیت در ایالات متحده اکران شد. اگرچه این فیلم از نظر تجاری موفق نبود، اما نقدهای مثبتی از منتقدان دریافت کرد و نیک نولتی نامزد جایزه اسکار بهترین بازیگر نقش مکمل مرد شد. و اکنون یکی از ۲۵۰ فیلم برتر تاریخ در بانک اطلاعات اینترنتی فیلم‌ها محسوب می‌شود.منتقدان دلیل اصلی موفقیت فیلم را این می‌دانند که برعکس بسیاری از فیلمهای مبارزه‌ای کلیشه‌ای تمرکز خود را بجای مبارزات روی رابطه سه شخصیت اصلی گذاشته است. این فیلم سکوی پرتاب تام هاردی بود که باعث شد بیشتر از قبل نزد منتقدان و به خصوص تماشاگران شناخته شود و در طی سال‌های آینده تبدیل به یکی از بهترین بازیگران مرد سینما حال حاضر شود. مبارز نامزد یک جایزه اسکار برای بهترین بازیگر نقش مکمل مرد بود که آن را بدست نیاورد.

## داستان فیلم
تامی که تفنگدار سابق نیروی دریایی است بعد از مدت‌ها به کشورش بازمی‌گردد و به خانه پدرش می‌رود که پیش تر مردی دائم‌الخمر بوده و اکنون توبه کرده و تبدیل به مردی مذهبی شده که مدام کلیسا می‌رود. تامی از پدرش که در دوران جوانی مثل خودش عضو ارتش بوده می‌خواهد که به او در تمرینات سختی که برای شرکت در مسابقات «هنرهای رزمی ترکیبی» آغاز می‌کند کمک کند. از آن طرف برندون که برادر تامی می‌باشد و مدت هاست رابطه‌اش را با او قطع کرده بخاطر نگه داشتن خانه اش که رهن بانک بود چاره‌ای نمی‌بیند جز اینکه دوباره به رینگ بازگردد و این مسئله دو برادر را رو به روی یک دیگر قرار می‌دهد. این در حالی است که رابطه برندون و تامی مدت‌هاست به سردی گراییده و هرکدام دیگری را مقصر اتفاق تلخی که برای مادرشان افتاده می‌دانند…

## بازیگران
- تام هاردی
- جوئل اجرتون
- جنیفر موریسون
- فرانک گریلو
- نیک نولتی
- کوین دان
- دنزل ویتاکر
- نوآه امریش
- کرت انگل
- ماکسیمیلیانو هرناندز

## ساخت
تام هاردی در طول پیش تولید فیلم، تمرینات سختی را برای عضله‌سازی انجام داد و حدود ۲۸ پوند (۱۳ کیلوگرم) عضله به دست آورد (فیزیکی که او همچنین برای به تصویر کشیدن بن در فیلم شوالیه تاریکی برمی‌خیزد) استفاده کرد.

## انتشار
این فیلم در ۲۰ دسامبر ۲۰۱۱ به صورت دی‌وی‌دی و دیسک بلوری در ایالات متحده منتشر شد. نسخه بلوری شامل یک کپی دی‌وی‌دی از فیلم و همچنین یک نسخه دیجیتال قابل دانلود است.

## بازخوردها
- در راتن تومیتوز، این فیلم بر اساس رای ۱۹۵ نقد منتقد، با میانگین امتیاز ۷٫۳ از ۱۰، دارای ۸۴ درصد محبوبیت است.[۶]
- در متاکریتیک، این فیلم بر اساس بررسی‌های ۳۵ منتقد، میانگین وزنی ۷۱ از ۱۰۰ را دارد که نشان‌دهنده «بررسی‌های عموماً مطلوب» است.[۷]
- تماشاگرانی که توسط سینماسکور نظرسنجی شدند به فیلم نمره متوسط "A" در مقیاس A+ تا F دادند.[۸]
- این فیلم در اولین هفته خود در باکس آفیس ایالات متحده با ۵٫۲ میلیون دلار پس از فیلمهای شیوع و خدمتکاران در جایگاه سوم قرار گرفت.[۹] آخر هفته بعد به شماره ۸ کاهش یافت.[۱۰] به‌طور کلی، این فیلم ۱۳٫۷ میلیون دلار در ایالات متحده و کانادا و ۹٫۶ میلیون دلار در کشورهای خارجی برای مجموع ۲۳٫۳ میلیون دلار در سراسر جهان به دست آورد.[۲]
- بروس دیونز از نیویورکر بازی‌های بازیگران، به ویژه بازی تام هاردی را به شدت تحسین کرد و آن را "قانع کننده‌ای واقعی" و "احساس انگیز" دانست. او در ادامه از فیلم به‌عنوان «برنده» و «برنده» یاد کرد و گفت که فیلم در کل «به یک دلسوزی و صداقت شگفت‌انگیز دست می‌یابد».
- اندرو پولور از گاردین به این فیلم امتیاز ۲ از ۵ ستاره داد و اظهار داشت: "این فیلم مبارزه ای ترکیبی هنرهای رزمی با توجه به طرح داستان و شخصیت‌های ابتدایی آن به طرز شگفت‌انگیزی مورد تحسین قرار گرفته است".

## بازسازی‌ها
- این فیلم یک اقتباس هندی با عنوان برادران (۲۰۱۵) با بازی آکشی کومار و سیدارت مالهوترا در نقش‌های اصلی داشت.[۱۱]
- فیلمی با همین عنوان مبارز و داستانی مشابه در سال ۲۰۱۵ در روسیه ساخته شد.